# ديمانتيه (مصارعة)
بريسكيلا زونيجا (ولدت في 15 أغسطس 1990) هي مصارعة أمريكية محترفة اشتهرت بتوقيعها مع أتحاد توتال نون ستوب أكشن تحت اسم الحلبة ديامانتيه . وهي معروفة أيضًا بعملها في الأتحادات المحلية المستقلة تحت اسم الحلبة أنجل روز .

## مهنة المصارعة المحترفين

### الاتحادات المحلية المستقلة (منذ 2008 إلى الوقت الحاضر)
صارعت زونجيا في الاتحادات المحلية المستقلة تحت اسم الحلبة أنجل روز، التي عملت في المقام الأول لصالح أتحاد إنديبينتيد تشامبيونشيب ريسلينغ أن فلوريدا حيث حققت لقب ICW للسيدات أربع مرات بالإضافة إلى فوزها ببطولة ICW Hard Knocks وبطولة ICW. و عملت أيضًا في العديد الاتحادات المحلية الأخرى في فلوريدا مثل IGNITE Wrestling و RONIN Pro Wrestling و Shine Wrestling . ظهرت زونيجا في حلقة 22 مارس 2017 ، من عرض دبليو دبليو إي NXT ، التي عملت تحت اسمها الحقيقي كمصارعة جوبر حيث خسرت خسارة سريعة لـصالح آسكا .

### توتال نون ستوب أكشن ريسلنغ ( منذ 2017 حتي 2019)
انضمت زونيجا إلى أتحاد توتال نون ستوب أكشم كجزء من فريق أل إيه أكس في مارس 2017 ، وظهرت لأول مرة مع بقية المجموعة في حلقة 23 مارس 2017 من عرض إمباكت ! تحت اسم الحلبة ديمانتيه. في حلقة 6 أبريل 2017 من عرض إمباكت، ظهرت ديمانتيه لأول مرة في الحلبة، وشاركت في مباراة الجونجليت لتحديد المنافسة الأولي علي بطولة النوك أوتس، ولكن تم اقصائها من قبل براندي رودز . و خلال نزاع فريقها مع المصارع ألبرتو إيل باترون ، هزمت هي و هاميسيد (إل إيه إكس) إيل هيخو دي دوس كاروس في 20 يوليو 2017.   و في يوليو 2017 ، عانت ديامانتيه من إصابة في الركبة وخضعت لعملية جراحية لإصلاح الرباط الصليبي الأمامي الأيسر و اضطرت إلي أن تبتعد عن العمل لبقية العام. و عادت إلى الاتحاد في حلقة 25 أغسطس 2018 من أكسبلوجين في مباراة ضد سو يونغ، ولكن تم بث هذه الحلقة في 28 يناير 2019 و كانت هذه أخر مباراة لها في الأتحاد .
في ربيع عام 2019 ، تعافت ديمانتيه بالكامل من إصابتها وبدأت تصارع في الاتحادات المحلية المستقل مرة أخرى بعد أن أخذت الضوء الأخضر للعودة للحلبات .

### نساء المصارعة (منذ 2019 إلى الوقت الحاضر)
انضمت زونيجا إلى أتحاد ومينز أوف ريسلينغ (WOW) في يوليو 2019 حيث تصارع تحت اسم الحلبة أدرينالين . و تعاونت أدرينالين مع فاير للفوز ببطولة WOW Tag Team الشاغرة التي فازوا فيها في نهاية الموسم الثاني على AXS TV في 16 مايو 2019 والتي تم بثها في 23 نوفمبر 2019 .

### إمباور ريسلينغ (منذ 2019 إلى الوقت الحاضر)
في 5 سبتمبر 2019 ، ظهرت ديامناتيه لأول مرة في أتحاد إمبور ريسلينغ Empower Wrestling حيث هزمت جيما كروس في الجولة الأولى لتحديد أول بطلة لأتحاد إمباور ريسلينغ علي الأطلاق، 
و مع ذلك خسرت ديمانتيه أمام المصارعة نيكول سافوي
في الـ 26 من سبتمبر لعام 2019 وتم إقصاؤها في الدور نصف النهائي من البطولة .
في 24 أكتوبر 2019 ، هزمت ديمانيته كريستينا ماري.

### كل مصارعة النخبة (2020)
ظهرت ديامناتيه لأول مرة في الحلقة 16 من عرض AEW Dark التي تم بثها في الـ 15 يناير 2020. كان الحدث، في حرم جامعة ميامي هوريكانز، حيث شاركت في مباراة فردية ضد بيغ سوول و خسرت لصالح الأخيرة .

## الحياة الشخصية
في 20 يوليو 2019 ، تم الإعلان عن أن دينامنتيه في علاقة شاذة مع زميلتها المصارعة (وزميلتها السابقة في قائمة أتحاد التي ان ايه ) كيرا هوغن .

## البطولات والإنجازات
- انديبينتيد تشامبيونشيب ريسلينغ 
  - بطولة ICW (1 مرة) [2]
  - بطولة ICW Hard Knocks (1 مرة)
  - بطولة ICW للسيدات (4 مرات)
- ومنز أوف ريسلينغ
  - بطولة WOW Tag Team (مرة واحدة، حاليًا) مع فاير [12]
  - بطولة 2019 WOW Tag Team - مع فاير
- كوينز أوف كومبات 
  - بطولة QOC ( مرة واحدة ) [17]

## روابط خارجية
- ديمانتيه (مصارعة) على موقع WrestlingData.com (الإنجليزية)
- ديمانتيه (مصارعة) على موقع CageMatch worker (الإنجليزية)
- ديمانتيه (مصارعة) على موقع قاعدة بيانات المصارعة على الإنترنت (الإنجليزية)
- ديمانتيه (مصارعة) على موقع عالم المصارعة على الإنترنت (الإنجليزية)